# Waterkrachtcentrale Atarbekyan
De Waterkrachtcentrale Atarbekyan (Armeens: Հրազդանի ջրաէլեկտրակայան, Hrazdani jraelektrakayan) is een waterkrachtcentrale in Armenië en ligt in de provincie Kotajk. De centrale heeft een elektrische capaciteit van 81,6 megawatt. De centrale ligt aan de rivier de Hrazdan.